# Междуречье (Витебская область)
Междуречье (бел. Міжрэчча; до 2019 г. — посёлок) — микрорайон города Новополоцка Витебской области Беларуси.
До 2019 г. являлся частью Новополоцкого горсовета депутатов и исполкома на территории Полоцкого района.

## История
31 декабря 1998 года на территории Полоцкого района зарегистрирован вновь возникший населённый пункт – посёлок Междуречье.
22 февраля 2019 года посёлок Междуречье Боровухского сельсовета включён в черту города Новополоцка.

## Архитектура и планировка
Проектирование поселка Междуречье началось в 1988 г. архитектором Л. А. Нордштейн в проектном институте «БелНИИгипросельстрой» по заказу производственного объединения "Новополоцкнефтеоргсинтез". Причиной данного решения стал подход дирекции ПО и скептическое отношение к возможному совместному строительству усадебных одноэтажных домов с другими градостроительными предприятиями. Предоставление участка совхозных земель в 54,1 га решением исполкома Полоцкого районного Совета народных депутатов оттянуло дальнейшую застройку г. Новополоцка на правом берегу р. Западная Двина, отвлекло крупные капиталовложения, а также шло вразрез с утверждённым Генеральным планом города. 
Поселок расположен в пойме реки Западная Двина, пересеченной притоками и ручьями. Поселок состоит из 6 кварталов: 5 жилых и общественно-культурное ядро поселка. Застройка состоит в основном из индивидуальных домов усадебного типа с участками в 10—15 соток. Есть блокированные дома и двухквартирные дома с участками. Каждый квартал формировался с учетом ландшафта. Квартальные зоны отдыха с детскими и спортивными площадками решены в виде курдонёров, имеющих в каждом случае выход к воде.
В состав водной системы поселка Междуречье входят несколько водоемов и каскад прудов, которые связаны между собой каналами, а также индивидуальные инженерные сооружения: водонапорные и водозаборные, лестничные спуски к воде, пешеходные переходы, используемые для прокладки коммуникаций и др. Акватория проектировалась как гребной канал, вдоль береговой линии проложена пешеходная дорожка, в нескольких удачных местах размещены обзорные точки.

## Кампус университета
В феврале 2016 г. в поселке открыт учебно-лабораторный корпус № 6 Полоцкого государственного университета, предназначенный для специальностей «Правоведение» юридического факультета и «Физическая культура» гуманитарного факультета. Кампус университета включает в себя четыре связанных между собой корпуса, где размещаются двадцать учебных аудиторий, помещения кафедр, компьютерные классы, филиал Научной библиотеки университета и учебный кабинет правовой информации, конференц-зал, зал судебных заседаний, кабинет криминалистики, отдельные помещения для третейского суда и студенческой службы правовой помощи, актовый зал. В учебно-лабораторном корпусе также расположены кабинет анатомии и физиологии, зал игровых видов спорта (мини-футбол, волейбол, большой теннис), зал для занятий настольным теннисом, тренажерные залы, зал спортивных единоборств, открытые площадки для мини-футбола и большого тенниса. Здание оборудовано пропускной системой и визуальной системой навигации и информации.

## Транспорт
- 21 Новополоцк, автовокзал — посёлок Междуречье, кампус ПГУ
- 21А Новополоцк, автовокзал — посёлок Междуречье, теплицы

Возможны рейсы маршрута № 6 (Новополоцк, автовокзал — посёлок Боровуха, Армейская улица) через Междуречье.